# Servicio Nacional de Certificación Ambiental para las Inversiones Sostenibles
Servicio Nacional de Certificación Ambiental para las Inversiones Sostenibles (Senace) es un organismo público, técnico especializado, adscrito al Ministerio del Ambiente de Perú encargado de evaluar los Estudios de Impacto Ambiental detallados (EIA-d) de los proyectos de inversión más grandes del país. Actualmente tiene competencia para evaluar los EIA-de los sectores minería, energía, hidrocarburos, transportes, agricultura y residuos sólidos.
Fue creado en el 2012.

## Funciones
- Aprobar los Estudios de Impacto Ambiental detallados, de acuerdo con lo establecido en la Ley de Creación del Senace.
- Administrar el Registro Nacional de Consultoras Ambientales y el Registro Administrativo de carácter público y actualizado de las certificaciones ambientales de alcance nacional o multirregional concedidas o denegadas por los organismos correspondientes; sin perjuicio de las competencias en materia de fiscalización y sanción que corresponden al Organismo de Evaluación y Fiscalización Ambiental (OEFA).
- Solicitar, cuando corresponda, la opinión técnica de las autoridades con competencias ambientales y absolver las solicitudes de opinión que se le formulen, conforme a ley.
- Formular propuestas para la mejora continua de los procesos de evaluación de impacto ambiental, incluyendo a los mecanismos de coordinación gubernamental y las buenas prácticas de relaciones comunitarias y de participación ciudadana.
- Implementar la Ventanilla Única de Certificación Ambiental en los procedimientos de aprobación de Estudios de Impacto Ambiental detallados.
- Aprobar la clasificación de los estudios ambientales, en el marco del SEIA, cuya transferencia de funciones al SENACE haya concluido.
- Evaluar y aprobar la Certificación Ambiental Global, así como sus actualizaciones, modificaciones y ampliaciones.
Coordinar con las entidades autoritativas y opinantes técnicos para la emisión de los informes opiniones técnicas para la expedición de la Certificación Ambiental Global, velando porque se cumplan los plazos previstos para la entrega de las opiniones e informes técnicos.

## Organización
Cuenta con estas direcciones:

### Dirección de Evaluación Ambiental para Proyectos de Recursos Naturales y Productivos
Es el órgano de línea del Senace encargado de evaluar y aprobar los Estudios de Impacto Ambiental detallados (EIA-d) emitiendo la Certificación Ambiental o Certificación Ambiental Global (IntegrAmbiente), para proyectos de inversión de aprovechamiento y transformación de recursos naturales y actividades productivas. Asimismo, está encargado de evaluar otros actos o procedimientos regulados en el marco del SEIA.

### Dirección de Evaluación Ambiental para Proyectos de Infraestructura
Es el órgano de línea del Senace encargado de evaluar y aprobar los Estudios de Impacto Ambiental detallados (EIA-d) emitiendo la Certificación Ambiental o Certificación Ambiental Global (IntegrAmbiente), para proyectos de inversión de infraestructura y otras actividades económicas. Asimismo, está encargado de evaluar otros actos o procedimientos regulados en el marco del SEIA.

### Dirección de Gestión Estratégica en Evaluación Ambiental
Es el órgano de línea encargado de conducir la optimización de los procesos del Sistema Nacional de Evaluación de Impacto Ambiental (SEIA), en armonía y articulación con la normativa ambiental vigente.

## Jefes Institucionales
- Rosa María Ortiz Ríos
- Milagros Verástegui Salazar (e)
- Patrick Wieland Fernandini
- Ana Lucía Quenallata Mamani (i)
- Alberto Martín Barandiarán Gómez
- Silvia Luisa Cuba Castillo